# Reisebuch aus den österreichischen Alpen
Reisebuch aus den österreichischen Alpen (op. 62) ist ein 1929 fertiggestellter Liederzyklus von Ernst Krenek.
Die originale Fassung für mittlere Stimme und Klavier wurde im Jänner 1930 in Leipzig uraufgeführt, eine Bearbeitung für mittlere Stimme und Orchester von Till Alexander Körber 2018 in Krems.

## Inhalt und Form
Der von Schubert beeinflusste Zyklus wurde von Krenek direkt anschließend an eine mit seinen Eltern und seiner damaligen Frau getätigten Rundreise durch Österreich geschrieben und besteht aus zwanzig Liedern:
1. Motiv
2. Verkehr
3. Kloster in den Alpen
4. Wetter
5. Traurige Stunde
6. Friedhof im Gebirgsdorf
7. Regentag
8. Unser Wein
9. Rückblick
10. Auf und ab
11. Alpenbewohner
12. Politik
13. Gewitter
14. Heimweh
15. Heißer Tag am See
16. Kleine Stadt in den südlichen Alpen
17. Ausblick nach Süden
18. Entscheidung
19. Heimkehr
20. Epilog

Einige der Lieder behandeln naturbeschreibend direkt die äußerlichen Eindrücke der Reise (Verkehr, Friedhof im Gebirgsdorf,…),  andere hingegen sind innere Reflexionen des lyrischen Ichs die mitunter satirisch und sozialkritisch bis warnend ausfallen (Heimweh, Alpenbewohner,…).

So thematisiert Krenek in „Politik“  den Zusammenbruch der Donaumonarchie und den darauf folgenden Krieg mit den Worten:
„Wir waren auserseh’n, Hirten zu sein für die vielen Völker
des Ostens und Südens, die mit uns vereint waren.
Wir haben die Aufgabe nicht erfüllt,
die Prüfung nicht bestanden, von schlechten Lehrern schlecht vorbereitet.
Die Strafe war fürchterlich. Oder habt ihr das vergessen?“

## Interpretationen
Das Werk ist nach eigenen Angaben der Lieblingszyklus des Tenors Matthäus Schmidlechner und gehört zu seinen Schwerpunkten.
Es wurde von einer Vielzahl namhafter Opernsänger interpretiert, darunter Hermann Prey, Julius Patzak, Wolfgang Holzmair, Erwin Belakowitsch, Heinz Zednik, Peter Sonn. 